# ヨハン1世 (プファルツ＝ジンメルン公)
ヨハン1世（Johann I., 1459年5月15日 - 1509年1月27日）は、プファルツ＝ジンメルン公。プファルツ＝ジンメルン公フリードリヒ1世とゲルデルン公アルノルトの娘マルガレータの長男。
1480年の父の死により相続した。1509年に死去、息子のヨハン2世が後を継いだ。
1482年にナッサウ＝ザールブリュッケン伯ヨハン2世の娘ヨハンナと結婚、3人の子を儲けた。
1. フリードリヒ（1490年）
2. ヨハン2世（1492年 - 1557年）
3. フリードリヒ（1494年 - ?） - シュトラスブルク司教座聖堂司祭長